# Utetheisa lactea
Utetheisa lactea är en fjärilsart som beskrevs av Butler 1884. Utetheisa lactea ingår i släktet Utetheisa och familjen björnspinnare. Inga underarter finns listade i Catalogue of Life.